# Oud en Nieuw Gastel
Oud en Nieuw Gastel is een voormalige gemeente in Noord-Brabant. De gemeente werd in 1810 opgericht en bestond uit de voormalige heerlijkheden Oud Gastel en Nieuw Gastel, die voorheen onder het Markiezaat Bergen op Zoom vielen. Hoofdplaats van de gemeente was Oud Gastel. Het vroegere dorp Nieuw Gastel was in de Tachtigjarige Oorlog verloren gegaan na het doorsteken van de dijk door Staatse troepen in 1583. Toen in 1594 de dijk hersteld werd, was van Nieuw Gastel weinig meer over. In de zeventiende eeuw ontstond in de opnieuw drooggelegde polders het dorp Stampersgat, dat ook deel uitmaakte van de gemeente. Dit dorp werd soms met Nieuw Gastel aangeduid. De gemeente werd in 1997 opgeheven en ging op in de nieuwe gemeente Halderberge.

## Geboren in Oud en Nieuw Gastel
- Janus van Merrienboer (1894-1947), handboogschutter
- Marinus den Ouden (1909-1951), militair